# Флора Републике Српске
Флора Републике Српске убраја се у најразноликије у читавој Европи, јер на овом простору живи око 3.300 биљних врста, које су значајне за оптимално функционисање екосистема, као и за живот људи на ширем простору Балканског полуострва.

## Историја
Вегетација Босне и Херцеговине по први пут је сустематски истраживална у другој половини 20 века. Пионири фитоценолошких проучавања били су Хорват И. и Трегубов, са првим истраживањима Вранице (у четрвртој) и Клековаче (у петој деценији).
Након Другог светског рата истраживањем шумских фитоценоза бавин се Фукарек П., који на Катедри за екологију шума Шумарског факултета у Сарајеву покренуо публицистичку и истраживачку делатност.
Током 1950-их Фукареку се придружују чланови његове школе Стефановић В. и Фабијанић Б., који реализују многе пројекте у сарадњи са Биолошким одсеком ПМФ-а у Сарајеву: Ритер-Студничка Х.
Значајан допринос истраживањима шумских екосистема Босне и Херцеговине дају познати ботаничари и еколози: Шилић Ч., Лакушић Р., Бјелчић Ж. и послије Реџић С. Стефановић и Беус В. и преузимају велики посао картирања шумске вегетације, кроз пројекте ех-Југославије (вегетацијске карте 1:1.000.000 и 1: 200.000, карта реалне вегетације, карте шумскопривредних подручја 1:25.000). Катедре је Еколошковегетацијска рејонизација Босне и Херцеговине, такође је дала свој допринос са серијом оригиналних карата 1:500.000).
Истраживања у Босни и Херцеговини била су од почетка заснована на Циришко-монпељешкој школи Браун-Бланкеа, али у наслеђе је остављен терет неусклађивања таксономије са европским, као и номенклатуре са доношеним Међународним кодексима (1976, 2000). Други очигледан недостатак досадашњих истраживања је несразмјерно лоше истражен западни део Републике Српске у односу на источни.
Носиоци истраживања шумских фитоценоза у последњој деценији 20. века су стручњаци шумарског факултета у Бања Луци Буцало В. и Брујић Ј., који су формирали снажан тим, који покушава да поменуте недостатке отклони. Суочен са недостатком темељних флористичких истраживања, птим је  до сада дао највећи допринос у овој области.
Радовима Ћирића, Стефановића, Дринића, Манушева Л., Бурлице, Фабијанића, Диздаревића, Пролића, Павлича, Вукорепа и других истраживача, у периоду од 1971– 1983. године извршена је типолошка обрада већине шума у Босне и Херцеговине. У радовима који су објављени у наведеном периоду дати су подаци о производним карактеристикама истражених типова шума, а на основу резултата инвентуре шума на великим површинама од 1964–1968. године, као и каснијих теренских истраживања поменутих аутора.
Како типолошка истраживања напред наведених установа нису настављена и нису заокружена. У 2000-тих  Буцало је покушао приближити босанску и србијанску типологију шума.

## Опште информације
Укупна површина Републике Српске износи 24.666 km² . Пољопривредно земљиште заузима 1.251.695 ha, односно 50,70% територије. Шуме и шумско земљиште покривају 1.276.707 ha или 51,77%. Трстици и мочваре заузимају 616 ha, а остатак од 153.351 ha или 6,27% су непродуктивне површине (изграђене површине, камењари, клизишта).
Са аспекта биолошке и геолошке разноврсности флористичко богатство, територија Републике Српске представља уникатно подручје у Европи. На терене испод 500 m надморске висине отпада око 48%, а на терене изнад 1,00 m око 20% површине Републике Српске, што указује на изузетну разноврсност територије у погледу физичко-географских услова.
Висок степен очуваности природе, таништа и екосистема на њеној територији одржао се до данас захваљујући утицајима фактора, као што су: 
- специфична орографија,
- геолошка подлога,
- хидрологија,
- екоклима,
- спорадично испољени антропогени утицаји.

Подручје Републике Српске је нарочито интересантно са становишта заступљености и
очуваности геолошких раритета. Специфични климатски услови резултирали су
развојем бројних, ретких, ендемских и реликтних биљних заједница. 
Прашума Перућица са површином од 1.434 ha, представља највећи прашумски резерват у Европи.
На територији Републике Српске налазе се квалитативно највриједније
биолошко-просторне целине на нивоу Босне и Херцеговине, међу које спадају: 
- два национална парка Сутјеска и Козара, шумски резервати Лом, Јањ и Перућица, Рамсарско мјесто, Бардача код Српца, и неколико парк-шума и заштићених пејзажа и бројни други вредни објекти.

## Шуме
На површини од око 1 милион ха којим газдује предузеће "Шуме Републике Српске", четинари су заступљени са 38% а лишћари са 62%.
- Међу четинарима најзаступљеније је јела са 18%, следе смрча са 14%, црни бор 3% и бели бор 2%
- Међу лишћарима доминира буква са 45%, следи храст са 8%, племенити лишћари 7% и остали лишћари 7%.

Годишњи прираст шума износи око 5 милиона м3, а годишњи етат око 3,5 милиона м3.

#### Прашума Сутјеска
Вегетација прашуме сутјеска састоји се из густих шума (66%), које се састоје од великих букових стабала високих 60 метара, са обимом од око једног и по метра,те ендемичних примерака црних борова. Дрвеће у прашуми Перућица никада није пописивано, а нека од њих стара су чак 300 година.
На падинама северозападних брда постоје густе четинарске и букве до висине од 1.600 метара, док су у осталим деловима веома стрме падине неплодне и камените. Пашњаци се налазе на надморским висоравнима изнад 1.600 метара.

### Поплавне шуме
Поплавне шума чине:
- бела врба (Salix alha) има високо беличасто стабло, која сплетом кореновог система заштићује обале риека од претеране ерозије;
- крта врба (Salix fragilis), омање дрво чије су гранчице у основи јако крте, а лиска у основи је најшира (у парковима се гаји жута или жалосна врба, (Salix babiloni-са); ловор врба (Salix petandra) која има кожасте јајасте листове,
- Бегренаццрвенкаста врба или ракита (Salix purpurea) је жбунаста биљка са црвенкастим изданцима и пупољцима који су отпорна на сушу и мраз, користи се у плетарсву;
- Црна тополабарска ива (Salix cinerea) има разгранат, густ и низак грм са обрнуто јајоликим листовима, који су на средини ужи, насељава брдске и планинске потоке и влажне ливаде; расте на плодним влачним земљиштима нарочито уз рубове и оазе шума, те на пожаришту (слична јој је велелисна врба S. grandifolia која расте у шумама):
- пузава врба (Salix perens) расте ниско по земљи, и спречава ерозију;
- багренац (Amorpha fructicosa) алхотона врста која се нарочито расте уз Саву;
- црна топола (Populus nigra) чије дрво нараста  до 25 m;
- Црна јовабела топола (Populus alba), чије дрво досеже и до 30 m;
- евроамеричка топола (Populus euroamericana), алохтона врста која има уску крошњу која у пролеће има  бакреноцрвено лишће;
- црна јова (Alnus glutinosa) која расте дуж обала река, живозелене је боје и са мало назубљеним листовима (млади листови су лепљиви);
- сива јова (Alnus incana), која  расте уз потоке изнад 500 m н.в. (на високим планинама Зеленгоре, расте зелена јова, (Alnus viridis);
- крушина  или трушљика (Frangula alnus).

### Листопадне шуме
Шуме храста
Шуме храста лужњака или робура (Quercus robur), са листовима који имају кратке петељке, а плодови на дугим петељкама,  у Републици Српској развијају се на вишим положајима, на којима се вода задржава у зони ризосфере. У Поткозарју налази се у облику шумских оаза или солитера.
Шуме храста китњака (Quercus petrea) у чији састав улази: обични граб (Carpinus betulus) су богато заступљене на брдском положају Козаре у облику заједнице Quercus - Carpinetum, која није изложена поплави, а нарочито је развијена на јужним експозицијама.
Мезофилне шуме храста китњака и обичног граба заузимају широк простор у брдском појасу градећи типичан климатски екосистем.   
Шуме кестена
Шуме питомог кестена (Castanea sativa) развијају ce на северозападним падинама Козаре око Костајнице (и на Просари) на топлијим стаништима у Републици Српској. 
Шуме бреста
- Пољски брест (Ulmus campestris) има мале лисотве који су у основи асиметрични,
- Бела бреза
- Вез (брест) (Ulmus levis),
- Горски брест (Ulumus scabra).

Шуме јасена
Пољски јасен (Fraxinus angustifolia). 
Шуме брезе
Шуме брезе (Betula verrucosa)  јављују се у облику оаза или солитера у листопадним шумама на хладнијим стништима. 
Шуме јасике
Шума јасике (Populus tremula) јавља се у облику оазе или солитерних стабала у буковој шуми.
Шуме липе
Крупнолисна липа (Tilia grandifolia), 
Шуме букве

Шума букве (Fagus moesiaca) доминантна је у сливу Мљечанице и на Витловској коси, Равној гори, Бијелој води, Котловачи, Буковици, Кривој страни, Јелица потоку, у виду високих стабала до 35 m, пречника 150 cm и старости 300 година.
Мезофилне букове шуме по правилу заузимају северне експозиције, са блажим нагибом, на земљишту шија је геолошка подлога хетерогена.
Ксеротермне букове шуме развијају се према јужним експозицијама ca већим нагибом, већином на кречњацима и доломитима, односно на Земљишту комбисолу, у условима средња годишња влажност ваздуха између 65 и 75%, средње годишње температуре између 7 и 9 °C, (-20 °C до 40 °C) и средња годишња осунчаности између 1.800 и 2.000 сати. 
Јаворове шуме
У јаворовим шумама доминирају:
- Млеч (Acer platanoides),
- јавор глувач (Acer obtusatum),
- жестика (Acer tataricum),
- горски јавор (Acerpseudoplatanus) који се појављује као оаза или најчешће као солитарно стабло. Налазе се на простору Јаворовог бунара изнад Црне ријеке североисточно од Мраковице у којима се налазе ретка стабла букве и јеле, али и на другим ликацијама у Републици Српској.

### Мешовите шуме
У мешовита шумама доминира мезијска буква (Fagus moesiaca) и обична јела (Abies alba) на пример: северно преко Мотајице (806 m) до Главуше (792 m) где доминира јела од 67%, буква 30% и остале врсте 3% (смрча, црни бор).
Мешовите шуме које доминирају на Козари су на: 
- подручју потока Зофика (буква, липа, лијеска);
- Похоровом брду и Ратовоје главици (храст, буква, јела);
- Долиници и Јовачу (високе шуме букве и јеле);
- Буковом виру (буква и јела).

Шума тисе (Taxus hacata) налази се уз поток Тисоваче која је деградирана, те се налазе солитерн стабла. Неколико стабала се налазе у кањону Врбаса (12 km изнад Бања Луке).
Шума јеле (Abies alba) доминира на платоу Мраковице (806 m), али се спушта према мешовитим шумама између Велике и Мале Мљечанице до 400 m н.в. у храстовим шумама.
Висока и густа четинарска шума на планини Клековачи расте до надморске висине од око 1.500 м, а потом прелази у ређу букову шуму. Сам врх Клековаче обрастао је клеком, ниским растињем, па се претпоставља да је по њему планина и добила име.

### Шумске културе у виду унешених врста
На појединим локалитетима (као нпр на Козари) развијене шумске културе у виду унешених врста јавља ју се:
- црни бор (Pimts nigra),
- бели бор (Pinus sihestris),
- Европска смрча (Picea exelsa),
- Европски ариш (Larix decudua),
- Багрем (Robinia pseudoacacia),
- дуглазија (Pseudotsuga menzeiesii).

## Угрожене врсте
Од ретких и угрожених биљака Босне и Херцеговине на ширем простору Козаре регистровано је 19 врста:
- Европска Тиса Taxus baccata. Тиса је констатована на само три локалитета, али је извесно да је на Козари, као и на суседним Динаридима, некад била много распрострањенија.
- Cardamine kitaibelii,
- Cephalanthera longifolia,
- Ђурђевак Convallaria majalis,
- Cyclamen purpurascens,
- Dianthus giganteus ssp. croaticus,
- Висибаба, Galanthus nivalis,
- Galium boreale,
- Hepatica nobilis,
- Ilex aquifolium,
- Lilium martagon,
- Limodorum abortivum,
- Orchis purpurea,
- Ruscus hypoglossum,
- Scabiosa cinereassp. cinerea,
- Scrophularia scopoli,   i
- Vicia oroboides.
- Daphne laureola
- Telekia speciosa
- рунолист (Leontopodium alpinum), може се наћи на планини  Клековачи.
- Госпина папучицаГоспина папучица (Cypripedium calceolus) која  је заштићена је од стране УНЕСКО-а као светска природна реткост.[11]

## Ливаде
Ливаде су разијене око речних корита, а нарочито на алувијалним равнима.

## Воћњаци и агрофитоценозе житарица
На заравнима изнад долина и брежуљцима налазе се агрофитоценозе воћњака (јабуке, крушке, шљиве), и агрофитоценозе житарица (пшеница, кукуруз, овас, јечам, раж), које се најчешће налазе на миоценим пешчарама који су прекривени глином.

## Зељасте биљке
Међу зељастим биљкама у Републици Српској су најчешће:
- ребрача (Blechnum - spicant); карактеристична врста у јеловим шумама и гради заједницу (Blechno-Abietetum);
- Ребрача (Blechnum - spicant)зимска папрат (Polystichum lonchitis) развија се на стеновитим стаништима букове шуме и буково-јелове шуме;
- јеленски језик (Phyllitis scolopendrum) насељава влажне шуме на плитком хумусном земљишту на кречњаку;
- слатка папрат (Polypodium vulgare) насељава стене и камене блокове и пањеве који су обрасли маховином у сеновитим листопадним и четинарским шумама;
- копитњак (Asarum europaeum) карактетистична врста је реда Fagetalia (расте у храстовим  и буковим шумама);
- кукурек (Heleborus odorus) насељава светла станишта (шикаре, пропланке, крчевине од низина до брдских области);
- павит (Clematis recta) насељава светле шуме, шикаре, врзине поред путева;
- шумарица обична (Anetope morosa) појављује се у рано пролеће у мезофилним шумама и шикарама заједнице храста китњака и обичног граба (Querco - Carpinetum)
- шумарица жута (Anemone ranunculoides) насељава поплавне шуме храста и букове шуме;
- јетренка (Hepatica nobilis) најчешће расте у храстово-грабовим шумама;
- јагорчевина (Primula vulgaris) расте у светлим шумама и шикарама, и на рубовима шума и другим стаништима;
- циклама (Cyclamen purpur) расте у брдовитим шумама,
- јагода (Fragaria vesca) има широку еколошку валенцу, али је најчешће налазимо у вегетацији шумских пожаришта и крчевинама;
- петопрста (Patentila mixrantha) расте у шумама од низијског до монтаног појаса;
- срчењак (Potentila erecta) има веома широк ареал;
- орлови нокти (Astragalus glycyphyl!os) расту у различитим шумама и пропланцима;
- кукавичица (Lathyrus venetus)
- зечија соца (OxaIis acetoseiia) расте у шумама од низијских до високо планинских подручја;
- жути гавез (Symphytum tuberosum) расте у светлим шумама;
- плућњак (Pulmonaria officinalis) најчешће расте у листопадним шумам;
- велебиље (Atropa belladonna) најбоље расте на паљевинама и шумским сечинама у заједници Atropetum belladonnae;
- мртва коприва (Lamium macula-tum) расте најчешће у влажним мезофилним шумама;
- вранилова трава (Origanum vidgare) заступљена је у шумама храста и букве;
- сремуш (Allium ursinum) карактеристична је врста реда Fagetalia;
- пасји трн (Ertythoronium dens - canis) веома је чест у шумама храста китњака и обичног граба;
- процјепак (Scillia bifolia)
- петров крст (Paris quadrifolia) расте од низијских до планинских шума;
- ђурђевак (Convallaria majalis) претежно расте у храстовим и буковим шумама;
- козлац (Arum macuiatum) вишегодишња је зељаста биљка из породице козлаца (Araceae). расте у шумама од низијских до брдских подручја;
- таксон (Athamanta turbith subsp haynaldii, која је изворно описна на планини Клековачи као биљка кречњачких литица југоисточних Динарида.[12]

- Кукурек
- Копитњак
- Пасји трн
- Сремуш
- Ђурђевак
- Козлац
- Авдика
- Цвет белог слеза
- Мушка боквица
- Чемерика
- Дивизма
- Хајдучка трава

### Лековите и ароматичне биљке
Међу лековитим и ароматичним биљним врстана на подручју Републике Српске најзаступљеније су:
- базга, апта, аптовина, бурјан, смрдљива базга, смрдљива зова (Sambucus ebulus) насељава пропланеке и врзине;
- бели слез (Althae officinaiis) расте на крчевинама. Гаји се због корена, листа и цвета, који се употребљавају у медицини;
- мушка боквица (Plantago lanceolata) је зељаста лековита врста из породице боквица (Plantaginaceae) која расте на пропланцима;
- Камилицачемерика (Veratrum album) је отровних биљака из фамилије Melanthiaceae, која се дуго употребљавао у народној медицини. Расте уз рубове планинских шума и на ливадама;
- чичак (Lappa тауог) расте уз шуме и шикаре;
- дивизма (Verbascum sp) расте на сувим каменим стаништима;
- камилица (Matricaria chamomilla) расте на сувљим ливадам;
- Копривакоприва (Urtica dioica) расте уз путеве и врзине;
- хајдучка трава (Achiliea millefolium) расте уз шуме и на ливадама;
- пелен (Artemisia arbotanum) расте уз врзине;
- подбјел (Tusillago fanfara) расте на каменим стаништима;
- татула (Datura stromonium) расте на утрина-ма;
- буника (Hyoscyamus niger) расте уз врзине;
- купина (Rubes discoior) расте уз шикаре, живице, рубове шума и путеве;
- Купинамодролисна ружа (Rosa glauca);
- мушмулица (Cotoneaster tomenatosa),
- жута линцура(Gentiana lutea) ретка лековита биљка  која је  претераним брањем готово  искорењена.
- дивља јагода (Fragaria vesca)
- маслачак (Taraxacum officinale)
- боквица (Plantago media)
- боровница (Vaccinium myrtillus)
- велебиље (Atropa belladonna)
- Нанамајчина душица (Thymus serpyllum)
- бела липа (Tilia cordata)
- бреза (Betula verucoso)
- клека (Juniperus communis)
- нана (Mentha piperita)
- јагорчевина (Primula vulgaris)
- зова (Sambucus nigra)
- трешња (Prunus avium)
- жалфија, кадуља (Salvia officinalis)
- Руска дуњицаоскоруша (Sorbus domestica)
- плућнак (Pulmonaria officinalis )
- бели глог (Crataegus monogyna)

## Биљне врсте у парковима
У парковима Републике Српске узгајају се:
- украсна врста руска дуњица  Cotoneaster  пореколом из Кине;
- дивља ружа или шипак (Rosa arvensis);
- шипурак (Rosa canina);
- малина (Ruhus ideus) честа на шумским падинама.

## Угроженост
Бројне биљне врсте у Републици Српској угрожене суЧ
- различитим негативним утицајима,
- директним уништавањем путем претеране експлоатације (неконтролисана сеча шума, некотролисаног сакупљања лековитих биљака и сл.), а
- загађивањем животне средине
- екоцидом природних еко-система (станишта и биоценоза).

Све ово намеће, надлежнима али и целој заједници у Републици Српској, потребу да се приступи заштити и унапређењу природе на нов начин. У том смислу потребно је убрзати обнову природних еко-система антропогеном ревитализацијом, планским и систематским деловањем човека.
Вегетација је озбиљно угрожена на брдско-планинском простору Републике Српске, на коме настају антропогене пустиње, те дуж обала река, на којима егзистира поплавна вегетација, као и тамо где се развија агропроизводња и урбанизација.
Дуж већине река готово је потпуно уништена поплавна вегетација (јова, врба и топола), затим мочварна и барска вегетација (трска, рогоз, водени орашак, лопоч, локвањ). На тај начин реке и језера губе животне залихе за многе организме.
Овом деструкцијом водени екосистеми постају рањиви и крајње осетљиви на разноврсно загађење, јер су изгубили вегетацијски биофилтер, а вода постаје непогодна за пиће, повећава се процес аутрофизације, и појава „цветања
воде” од присуства алги.
Вегетација се снажно деградира и уништава и на травњачким екосистемима (ливадама и пашњацима), што наноси штету у агропроизводњи и изазива појаву голети,
нарочито на стрмим теренима.

### Директан негативни утицаји на флору РС[15]
- прекомерна и неконтролисана експлоатација биљних врста;
- непридржавање прописаних режима;
- недовољно истражен биљни свет на територији Републике Српске (није позната бројност већине биљних и животињских врста);
- уништавање биљних врста различитим негативним утицајима;
- загађивање животне средине;
- уништавање вегетације услед развоја агропроизводње и урбанизације;
- недовољна улагања у заштиту флоре.

## Заштита
Уредбом о црвеној листи заштићених врста флоре Републике Српске утврђена је Црвена листа заштићених врста флоре  Републике Српске.
Црвену листу чини скуп угрожених врста флоре у Републици Српској, које су стављену на листу васкуларне флоре, која садржи податке:
- научно име (латински назив),
- синоним који је у употреби,
- назив врсте на српском језику ,
- породица.

На Црвеној листи налази се 818 врста васкуларне флоре.

### Заштићена подручја
| Категорија заштићених подручја    | Површина у ha | Укупне шумске површине |
| --------------------------------- | ------------- | ---------------------- |
| Национални паркови (без Перућице) | 19.191        | 0,71%                  |
| Прашумски резервати               | 2.004         | 0,07%                  |
| Шумски резервати                  | 597           | 0,03%                  |
| Специјални резервати              | 296           | 0,01%                  |
| Парк шуме                         | 1.190         | 0,04%                  |
| Природни паркови                  | 2.000         | 0,07%                  |
| Резервати мунике                  | 255           | 0,01%                  |
| Укупно                            | 25.533        | 0,94%                  |